# КозАрт
КозАрт је међународни фестивал класичне музике у Александровцу, који се одржава од 2008. године. Фестивал је једини летњи фестивал те врсте у Србији и једини фестивал класичне музике на простору бивше Југославије који има програм инклузивног карактера посвећен деци који спајају и зближавају децу са посебним потребама са свом осталом децом из александровачког краја и целог региона.
КозАрт је до сада угостио значајне уметнике као што су Един Карамазов, Гордан Николић, Немања Радуловић, Марија Јонас, Весна Станковић, Егон Михајловић, Дејан Гаврић и ансамбл попут гудача Светог Ђорђа, хора Крсмановић Обилић и квартета Les Trilles Du Diable уз разнолик програм класичне музике у интерпретацији реномираних извођача.
Садржај фестивала чине концерти реномираних домаћих и иностраних уметника и мајсторске радионице за студенте музичке академије.
Фестивал је наишао на велико интересовање локалне публике и био препознат и подржан од стране Министарства културе Републике Србије као висококвалитетни културни догађај који доприноси културној децентрализацији Србије и промоцији региона Жупе и пружа шансу младима за усавршавање на мајсторским радионицама врхунских уметника.